# 富山県道152号大岩神明町線
富山県道152号大岩神明町線（とやまけんどう152ごう おおいわしんめいまちせん）は、富山県中新川郡上市町内を通る一般県道である。

## 概要

### 路線データ
- 起点：富山県中新川郡上市町大岩（富山県道67号宇奈月大沢野線交点）
- 終点：富山県中新川郡上市町神明町（富山県道146号五位尾上中町線・富山県道156号北島東町線交点）
- 実延長：5,760m

## 沿革
- 1960年（昭和35年）4月23日 - 認定[1]

## 地理

### 通過する自治体
- 富山県中新川郡上市町

### 接続する道路
- 富山県道67号宇奈月大沢野線（起点：上市町大岩）
- 富山中部広域農道（大岩口交差点）
- 富山県道163号柿沢泉線（上市町柿沢）
- 富山県道336号極楽寺湯神子線（上市町湯神子焼田）
- 富山県道46号上市北馬場線（法音寺交差点）
- 富山県道146号五位尾上中町線・富山県道156号北島東町線（終点：上市町神明町）

### 周辺
- 富山地方鉄道本線 上市駅
- かみいち総合病院
- 上市町役場
- 富山県立上市高等学校
- 上市町立上市中学校
- 上市町立陽南小学校
- 上市町立上市中央小学校
- 大岩簡易郵便局
- ショッピングセンターカミール
- 上市ショッピングタウンパル
- 上市川
- 大岩湯神子温泉